# 히가시신주쿠역
히가시신주쿠역(일본어: 東新宿駅、ひがししんじゅくえき)(영어: Higashi-Shinjuku Station)은 일본 도쿄도 신주쿠구에 있는 철도역이다.

## 타는 곳

### 도쿄 도 교통국
| 1 | 오에도 선 | 도초마에 방면 도초마에 역에서 갈아타기: 네리마・히카리가오카・롯폰기・다이몬 방면 |
| 2 | 오에도 선 | 이다바시・료고쿠 방면                                                             |

### 도쿄 지하철
| 1 | 후쿠토신 선 | 신주쿠 3초메・시부야 방면                                 |
| 2 | 후쿠토신 선 | 이케부쿠로・고타케무카이하라・와코시・신린코엔・한노 방면 |

## 역세권 정보
- 토요코인호텔 신주쿠 가부키쵸
- 히카리하우스 (민박)

## 역사
- 2000년 12월 12일: 오에도 선의 역이 영업 개시.
- 2008년 6월 14일: 후쿠토신 선의 역이 영업 개시.

## 사진

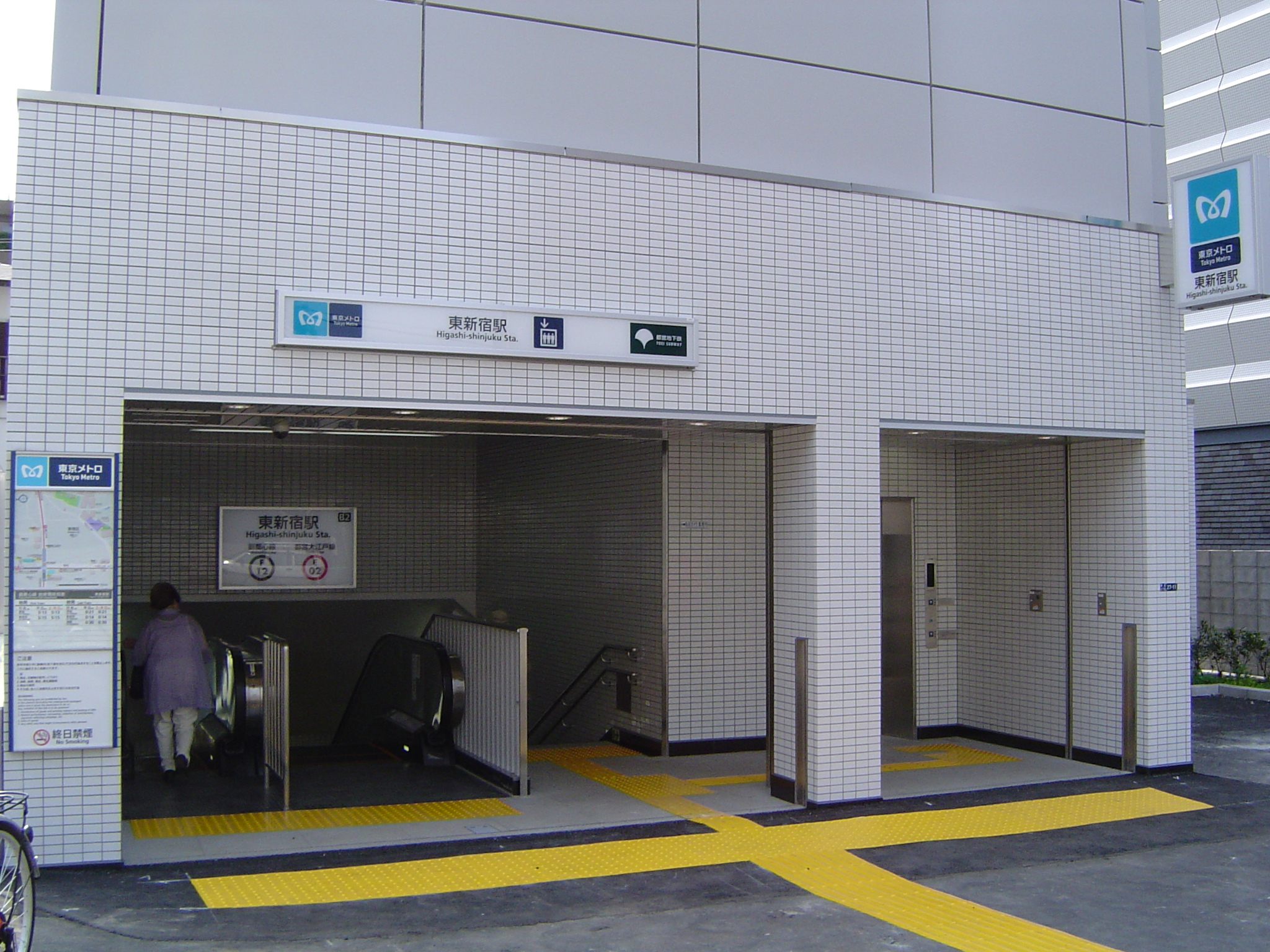
B2번 출입구
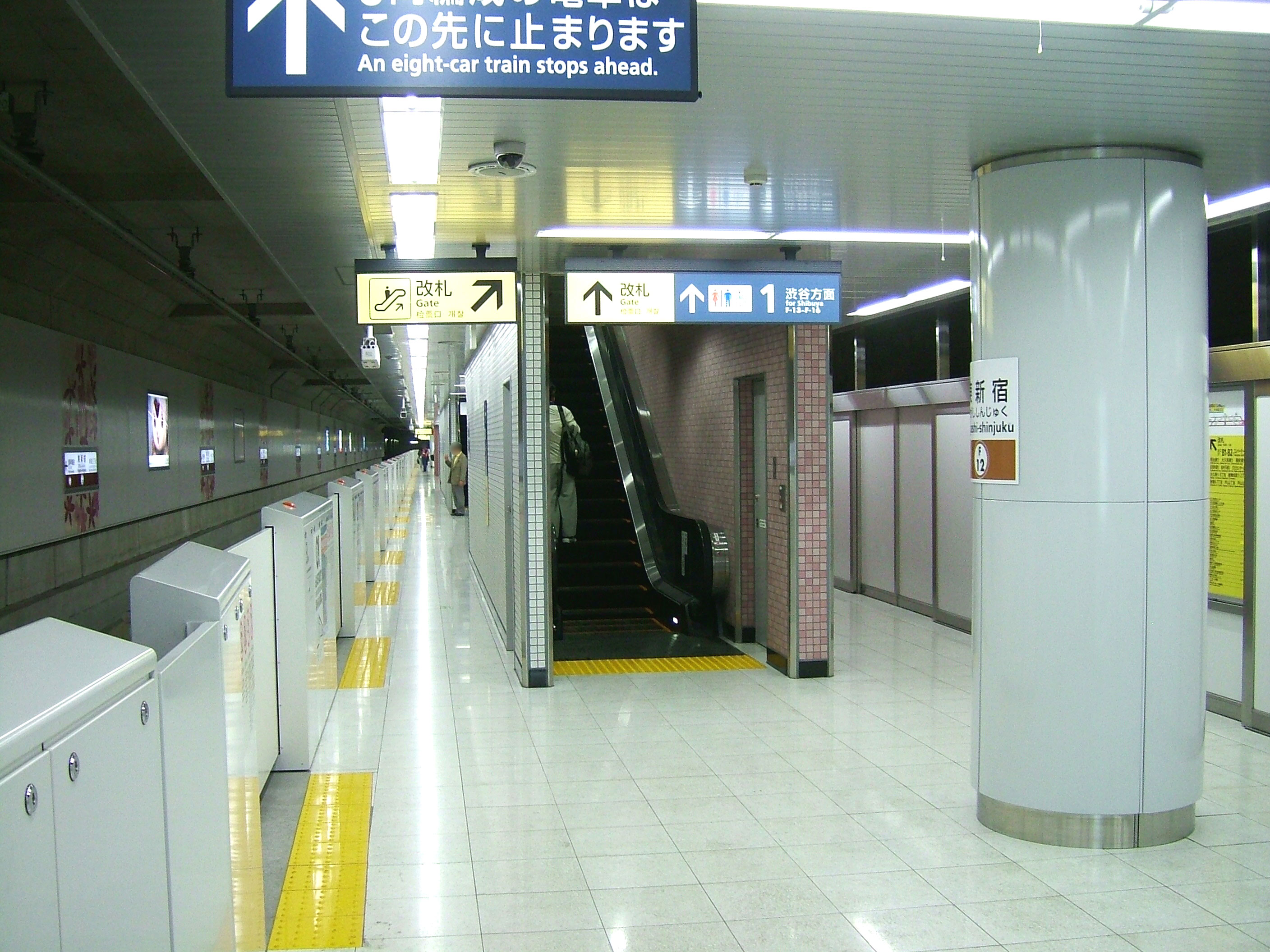
후쿠토신 선 2번 승강장 모습

## 인접역
| 도쿄 도 교통국 지하철 12호선      | 도쿄 도 교통국 지하철 12호선 | 도쿄 도 교통국 지하철 12호선         |
| --------------------------------- | ---------------------------- | ------------------------------------ |
| E01 신주쿠 니시구치 도초마에 방면 | 오에도 선                    | E03 와카마쓰카와다 히카리가오카 방면 |
| 도쿄 메트로 13호선                |                              |                                      |
| F11 니시와세다 와코시 방면        | 후쿠토신 선                  | F13 신주쿠 3초메 시부야 방면         |